# Lučivná (przystanek kolejowy)
Lučivná – przystanek kolejowy znajdujący się we wsi Łuczywna w kraju preszowskim na linii kolejowej nr 180 na Słowacji.